# Puig Nan
El Puig Nan és una muntanya de 141 metres que es troba al municipi de Campmany, a la comarca catalana de l'Alt Empordà.